# Дезана
Дезана (итал. Desana) — коммуна в Италии, располагается в регионе Пьемонт, в провинции Верчелли.
Население составляет 1042 человека (2008 г.), плотность населения составляет 65 чел./км². Занимает площадь 16 км². Почтовый индекс — 13034. Телефонный код — 0161.
Покровителями коммуны почитаются святые апостолы Пётр и Павел, празднование 29 июня.

## Демография
Динамика населения:

## Администрация коммуны
- Официальный сайт: https://web.archive.org/web/20090705140035/http://www.comunedidesana.vc.it/